# Re del Sussex

## Elenco dei Re anglosassoni del Regno del Sussex
Molte delle date di questo periodo non sono sicure e l'elenco contiene lacune notevoli. La genealogia dei re è andata in gran parte perduta: alcuni di quelli elencati sono conosciuti solo attraverso delle lettere e alcuni potrebbero essere re secondari dell'Haestingas (all'interno dell'odierno East Sussex).

## Re ed Ealdorman dei Sassoni Meridionali (Sussex)
I nomi sono dati nella forma inglese moderna seguita dai nomi e dai titoli in inglese contemporaneo, anglosassone e latino.
| Durata regno | Re              | Ruolo                                                                            | Note                                                   |
| --- | --------------- | -------------------------------------------------------------------------------- | ------------------------------------------------------ |
| 477 al 514 circa                                                                                                   | Ælle            |                                                                                  | Figura mitica                                          |
| fl. ca 514 a ca 567                                                                                                | ?Cissa          |                                                                                  | Eponimo di Chichester                                  |
| Non ci sono registrazioni di chi abbia ricoperto la carica di re del Sussex durante questo periodo (ca 567 al 660) |                 |                                                                                  |                                                        |
| fl. ca 660 a ca685                                                                                                 | Æðelwealh       |                                                                                  | Ucciso da Caedwalla                                    |
| 685 a 686 | Berhthun        | Secondo Beda era un consigliere del re                                           | Ealdorman                                              |
| 685 a 686 | Andhun          | Secondo Beda era un consigliere del re                                           | Ealdorman                                              |
| Soggetto al Wessex (ca 686 al 692)                                                                                 |                 |                                                                                  |                                                        |
| fl.692 al 717 | Noðhelm (Nunna) | Nothelmus rex Suthsax’ Nunna rex Sussax’ Nunna rex Suthsax’                      | Insieme a Watt, Osric e Æðelstan.                      |
| fl.692 al 717 | Watt            | Wattus rex                                                                       | Insieme a Noðhelm                                      |
| fl. c.710 | ?Osric          | Osricus                                                                          | Insieme a Noðhelm                                      |
| fl.717 | Æðelstan        | Athelstan rex                                                                    | Insieme a Noðhelm                                      |
| fl. ca740 | Æðelberht       | Ethelbertus rex Sussaxonum                                                       | Contemporaneo di Sigeferth                             |
| fl.760 a 772 | Osmund          | Osmundus rex Osmund dux                                                          | Insieme a Oswald, Ælfwald e Oslac                      |
| Soggetto a Mercia (771 all'825)                                                                                    |                 |                                                                                  |                                                        |
| fl.772 | Oswald          | Osuualdus dux Suðsax'                                                            | Ealdorman sotto Offa insieme a Osmund, Ælfwald e Oslac |
| fl. ca765 a 772 | Oslac           | Osiac rex Oslac dux                                                              | Insieme a Ealdwulf, Ælfwald, Oswald e Osmund.          |
| fl. ca765 a 772 | Ælfwald         | Ælhuuald rex Ælbuuald dux                                                        | Insieme a Ealdwulf, Oslac, Oswald e Osmund             |
| fl. ca765 al ca791                                                                                                 | Ealdwulf        | Alduulf rex Aldwlfus dux Suthsaxonum Aldwlf dux Aldwlfus dux Suthsaxonum Ealdwlf | Insieme a Ælfwald e Oslac                              |
| Soggetto al Wessex (dall'825)                                                                                      |                 |                                                                                  |                                                        |
| Morto nel 982 | Eadwine         | Eaduuine dux                                                                     | Ealdorman sotto Æðelræd Unræd                          |

Nell'825 il Sussex fu sottomesso a Egberto.